# 科吕默兰和新克勒伊斯兰
科吕默兰和新克勒伊斯兰（荷蘭語：Kollumerland en Nieuwkruisland）是荷蘭的一个旧市鎮，位於荷蘭北部，在行政區劃上屬於弗里斯兰省。2016年4月1日，這裡有人口12,775人。
2019年1月1日，科吕默兰和新克勒伊斯兰与费尔韦德拉代尔和栋厄拉代尔合并为新市镇东北弗里斯兰。

## 外部連結
- 维基共享资源上的相關多媒體資源：科吕默兰和新克勒伊斯兰
- 官方网站